# تاریخ اقتصادی و اجتماعی اروپا
تاریخ اقتصادی و اجتماعی اروپا (به انگلیسی: An Economic and Social History of Europe) کتابی دوجلدی از رابرت آلدریچ و فرانک تایپتون است که در سال ۱۹۸۷ منتشر شد. جلد اول این کتاب به تاریخ اروپا از سال ۱۸۹۰ تا ۱۹۳۹ و جلد دوم به دورهٔ ۱۹۳۹ تا کنون می‌پردازد. ترجمهٔ فارسی این کتاب از سوی نشر علمی و فرهنگی منتشر شده‌است.

## منتقدان
آلن میلوارد، رابرت آر. لاک، تئودور وان لاو و پل هوبر در مقالات جداگانه به نقد این کتاب پرداخته‌اند.